# Phileurus excavatus
Phileurus excavatus är en skalbaggsart som beskrevs av Heinrich Bernward Prell 1911. Phileurus excavatus ingår i släktet Phileurus och familjen Dynastidae. Inga underarter finns listade i Catalogue of Life.